# 李丕煜
李丕煜（？—？），字眪叔，一字省齋，清代直隸濼州人，為歲貢生，也是康熙五十九年（1720年）刊行的《鳳山縣志》主修者，而實際編纂者有陳文達、李欽文與陳慧。
他在康熙五十四年（1715年）擔任福建南平知縣，康熙五十六年（1717年）春天時由南平縣調補鳳山知縣。擔任鳳山知縣期間，他捐俸興建城隍廟，並重修縣署、儒學與文廟，此外還於康熙五十七、八年（1718、1719年）間開始主修縣志。而後李丕煜在康熙六十年（1721年）陞任安徽穎州知州（《穎州州志》載為雍正元年（1723年）上任）。